# Bloedbad van Marzabotto

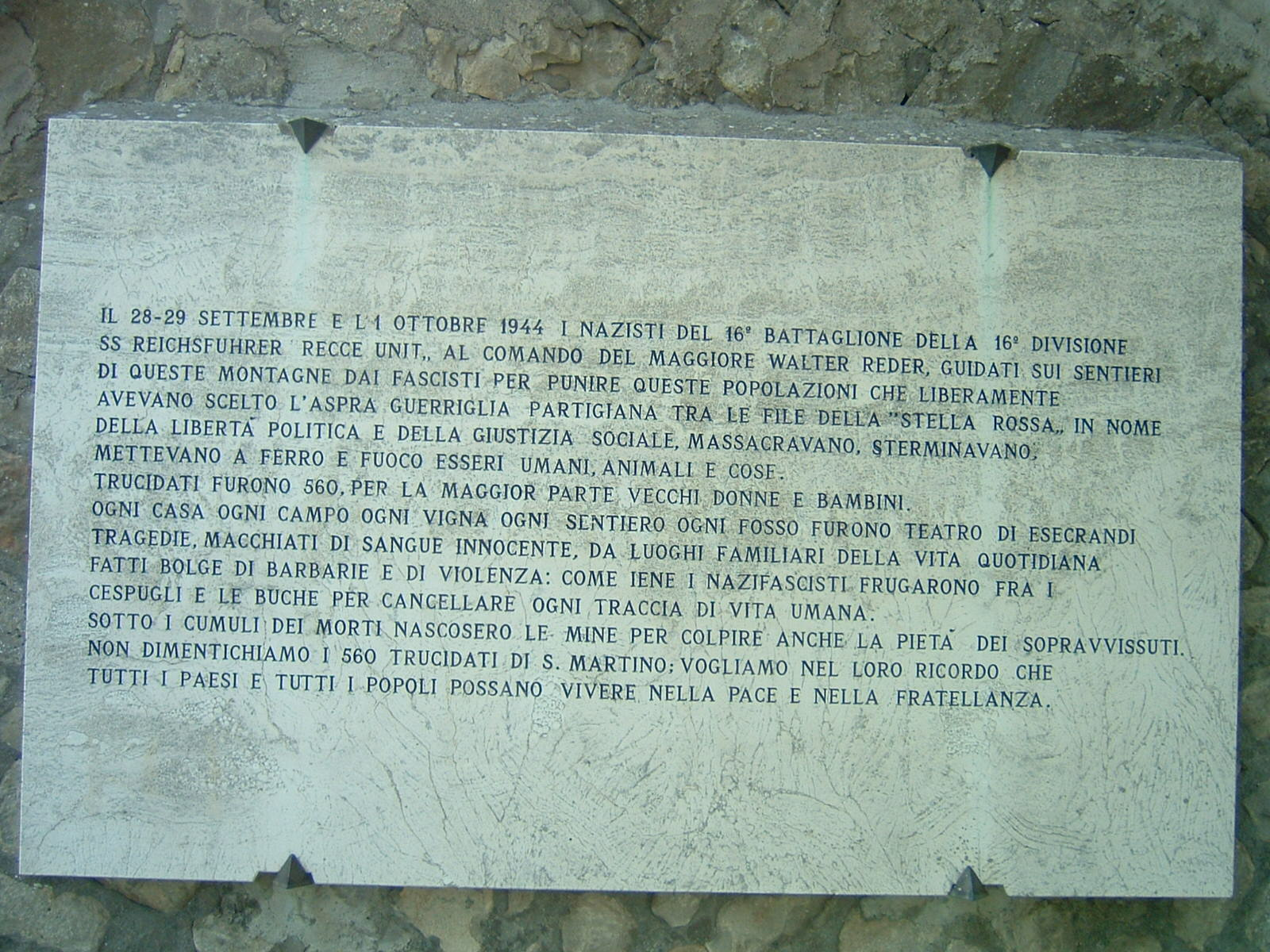

Het Bloedbad van Marzabotto vond plaats in de herfst van 1944 tijdens de Tweede Wereldoorlog in het gebied rond het dorpje Marzabotto in het bergachtige gebied ten zuiden van Bologna. Het was de ergste massamoord op burgers die tijdens de oorlog door de Waffen-SS in Italië is gepleegd. 

## Bloedbad
Als represaille voor de lokale ondersteuning aan de partizanen en de verzetsbeweging hebben soldaten van de 16e SS-Panzergrenadierdivisie "Reichsführer-SS" (geleid door SS-Sturmbannführer Walter Reder) tussen 29 september en 05 oktober 1944 
honderden mensen in Marzabotto en in de aangrenzende plaatsen Grizzana Morandi en Monzuno gedood. Het gebied, in het massief van de Monte Sole (een deel van de Apennijnen in de provincie Bologna), werd systematisch verwoest.
Er is enige verwarring over het aantal slachtoffers ontstaan: sommige bronnen melden bij 1830 slachtoffers, anderen bronnen melden naar schatting 955 mensen gedood. Tegenwoordig meldt de Stichting School voor de vrede Monte Sole 770 slachtoffers. Dit aantal ligt vrij dicht bij het officiële rapport geschreven door Sturmbannführer Reder, met vermelding van de "executie van 728 bandieten". Onder de slachtoffers waren 45 kinderen van minder dan 2 jaar, 110 kinderen jonger dan 10 jaar, 95 kinderen jonger dan 16 jaar, 142 mensen ouder dan 60 jaar, 316 vrouwen en 5 rooms-katholieke priesters.
Don Giovanni Fornasini, een pastoor en lid van het verzet, riskeerde zijn leven in het bloedbad om de weerloze bevolking te beschermen tegen de onderdrukking van de nazi's. Door zijn moedige acties heeft Giovanni het leven gered van vele van zijn parochianen en slaagde er lang in zelf te ontsnappen aan de dood. 
Hij werd echter tijdens het begraven van de dode lichamen van degenen die waren omgekomen in het bloedbad (verboden door de nazi's) ontdekt door een SS-officier, die hem beschuldigde van misdaden begaan in het Marzabotto-gebied. Giovanni bekende de dorpelingen te hebben geholpen om executie door de nazi's te voorkomen en werd meteen neergeschoten.

## Zaligverklaring
Op 18 oktober 1998 opende kardinaal Biffi in Bologna het proces voor de zaligverklaring van Don Fornasini en twee andere priesters (Ferdinando Casagrande en Ubaldo Marchioni), die worden beschouwd als de "martelaren van Sonnenberg". Vandaag de dag wordt Don Giovanni Fornasini herinnerd als "de engel van Marzabotto". Op de begraafplaats van San Martino di Caprara herdenkt een monument hem en de andere vier priesters die in de omgeving werden gedood door de SS.

## Film
Er is in 2009 een film gemaakt over dit bloedbad, L'uomo che verrà – de mens die zal komen. Regisseur is Giorgio Diritti, hoofdrollen zijn er voor Maya Sansa en Alba Rohrwacher, maar vooral voor een klein meisje. Het meisje is op afstand getuige van verzetsdaden en Duitse acties en zij weet uiteindelijk haar pasgeboren broertje en zichzelf te redden uit de slachting.  